# Poroconiochaeta tetraspora
Poroconiochaeta tetraspora är en svampart som beskrevs av Dania García, Stchigel & Guarro 2003. Poroconiochaeta tetraspora ingår i släktet Poroconiochaeta och familjen Coniochaetaceae.   Inga underarter finns listade i Catalogue of Life.